# Lijst van Grieks-orthodoxe patriarchen van Antiochië
De Grieks-orthodoxe patriarch van Antiochië is het hoofd van het Grieks-orthodox patriarchaat van Antiochië en dus een van de oosters-orthodoxe patriarchen. Hij wordt hiermee onderscheiden van de Syrisch-orthodoxe patriarch van Antiochië, die de patriarch van de Syrisch-Orthodoxe Kerk van Antiochië is. Laatstgenoemde kerk behoort tot de oriëntaals-orthodoxe kerken en is ontstaan na het Concilie van Chalcedon.

## Lijst van de Grieks-orthodoxe patriarchen van Antiochië
1. Paulus II (518 - 521)
2. Eufrasius (521 - 526)
3. Efraïm (526 - 546)
4. Domnus III (546 - 561)
5. Anastasios I van Antiochië (561 - 571)
6. Gregorius I van Antiochië (571 - 594)
7. Anastasios I van Antiochië (opnieuw) (593 - 599)
8. Anastasios II van Antiochië (599 - 610)
9. Gregorius II van Antiochië (610 - 620)
10. Anastasios III (620 - 628)
11. Macedonius (628 - 640)
12. Georgius I (640 - 656)
13. Macarius (656 - 681)
14. Theofanes (681 - 687)
zie ook de Lijst van maronitische patriarchen van Antiochië vanaf 687
15. Sebastianus (687 - 690)
16. Georgius II (690 - 695)
17. Alexander (695 - 702)
vacant (702 - 742)
18. Stefanus IV (742 - 744)
19. Theofylactus (744 - 751)
20. Theodorus (751 - 797)
21. Johannes IV (797 - 810)
22. Job (810 - 826)
23. Nicolaas (826 - 834)
24. Simeon (834 - 840)
25. Elias (840 - 852)
26. Theodosius I (852 - 860)
27. Nicolaas II (860 - 879)
28. Michael (879 - 890)
29. Zacharias (890 - 902)
30. Georgius III (902 - 917)
31. Job II (917 - 939)
32. Eustratius (939 - 960)
33. Christofus (960 - 966)
34. Theodorus II (966 - 977)
35. Agapius (977 - 995)
36. Johannes V (995 - 1000)
37. Nicolaas III (1000 - 1003)
38. Elias II (1003 - 1010)
39. Georgius Lascaris (1010 - 1015)
40. Macarius de Zuivere (1015 - 1023)
41. Eleutherius (1023 - 1028)
42. Petrus III (1028 - 1051)
43. Johannes VI, ook bekend als Dionysus (1051 - 1062)
44. Aemilianus (1062 - 1075
45. Theodosius II (1075 - 1084
46. Niceforus (1084 - 1090)
47. Johannes VII (1090 - 1155)
na 1098 was het patriarchaat in ballingschap, aanvankelijk in Constantinopel, nadat de patriarch vervangen was door een Latijnse patriarch.)
48. Johannes IX (1155 - 1159)
49. Euthymius (1159 - 1164)
50. Macarius II (1164 - 1166)
51. Athanasius I (1166 - 1180)
52. Theodosius III (1180 - 1182)
53. Elias III (1182 - 1184)
54. Christoforus II (1184 - 1185)
55. Theodorus IV (Balsamon) (1185 - 1199)
56. Joachim (1199 - 1219)
57. Dorotheüs (1219 - 1245)
58. Simeon II (1245 - 1268)
59. Euthymius (1268 - 1269)'
60. Theodosius IV (1269 - 1276)
met Theodosius IV keerde het patriarchaat terug in Antiochië
61. Theodosius V (1276 - 1285)
62. Arsenius (1285 - 1293)
63. Dionysius (1293 - 1308)
64. Marcus (1308 - 1342)
65. Ignatius II (1342 - 1386)
met Ignatius II werd het patriarchaat verplaatst naar Damascus
66. Pachomius (1386 - 1393)
67. Nilus (1393 - 1401)
68. Michaëlis III (1401 - 1410)
69. Pachomius II (1410 - 1411)
70. Joachim II (1411 - 1426)
71. Marcus III (1426 - 1436)
72. Dorotheüs II (1436 - 1454)
73. Michaëlis IV (1454 - 1476)
74. Marcus IV (1476)
75. Joachim III (1476 - 1483)
76. Gregorius III (1483 - 1497)
77. Dorotheüs III (1497 - 1523)
78. Michaëlis V (1523 - 1541)
79. Dorotheüs IV (1541 - 1543)
80. Joachim IV (Ibn Juma) (1543 - 1576)
81. Michaëlis VI (Sabbagh) (1577 - 1581)
82. Joachim V (1581 - 1592)
83. Joachim VI (1593 - 1604)
84. Dorotheüs V (1604 - 1611)
85. Athanasius III (Dabbas) (1611 - 1619)
86. Ignatius III (Attiyah) (1619 - 1631)
87. Euthymius III (1635 - 1636)
88. Euthymius IV (1636 - 1648)
89. Michaëlis III (Zaim) (1648 - 1672)
90. Neofytos (1674 - 1684)
91. Athanasius IV (Dabbas) (1686 - 1694)
92. Cyrilius III (Zaim) (1694 - 1720)
93. Athanasius IV (Dabbas) (1720 - 1724)
zie ook de Lijst van Melkitische Grieks-katholieke patriarchen van Antiochië vanaf 1724
94. Sylvestrus (1724 - 1766)
95. Filemon (1766 - 1767)
96. Daniël (1767 - 1791)
97. Euthymius V (1792 - 1813)
98. Serafim (1813 - 1823)
99. Methodius (1843 - 1859)
100. Hierotheos (1850 - 1885)
101. Gerasimos (1885 - 1891)
102. Spyridon (1892 - 1898)
103. Meletius II (Doumani) (1899 - 1906)
104. Gregorius IV (Haddad) (1906 - 1928)
105. Alexander III (Tahan) (1928 - 1958)
106. Theodosius VI (Abourjaily) (1958 - 1970)
107. Elias IV (1970-1979)
108. Ignatius IV (1979-2012)
109. Johannes X (2012-heden)